# MasterCraft

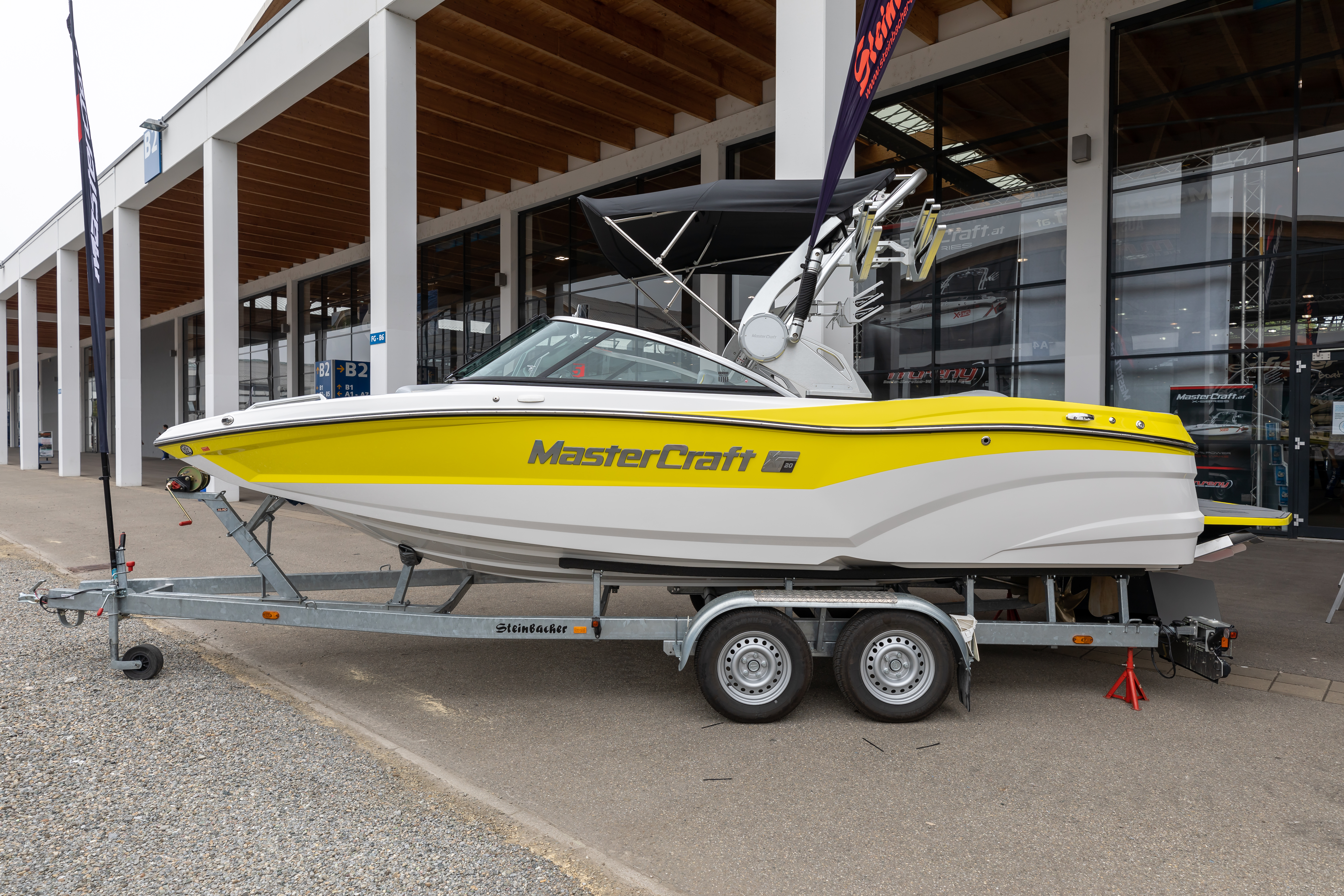
MasterCraft XT20

MasterCraft is een Amerikaans merk van sportboten, voornamelijk bedoeld om te wakeboarden, waterskiën en wakesurfen. Mastercraft is opgericht in 1968 en is een van de bekendste bootmerken om te wakeboarden, waterskiën en wakesurfen. De productie is gevestigd in Vonore,Tennessee. 
De motorisatie is sinds 2013 exclusief Ilmor. 
De fabriek is voorzien van het ISO 14001 kwaliteitscontrolesysteem, ISO 9001:2008 kwaliteitsmanagementsysteem en ISO 14001 milieumanagementsysteem